# Kuusankoski
Kuusankoski est une ancienne municipalité du sud-est Finlande, dans la région de la Vallée de la Kymi, située au bord du fleuve Kymijoki.
En janvier 2009, les six municipalités – Kouvola, Kuusankoski, Elimäki, Anjalankoski, Valkeala et Jaala – ont fusionné pour former la nouvelle municipalité de Kouvola.
Depuis la fusion Kuusankoski est devenue le district de Kuusankoski à Kouvola.

## Histoire
Le 5 juin 1743 est signé entre la Suède et la Russie le traité d'Åbo. Il met fin à la Guerre Russo-Suédoise de 1741-1743 et voit la Carélie passer en totalité sous contrôle russe. Le fleuve Kymijoki forme la nouvelle frontière, et ce qui n'est alors qu'une région peu peuplée borde donc la frontière russe.
Le développement du secteur n'a lieu qu'à l'époque du Grand-duché de Finlande. L'inauguration de la voie ferrée Riihimäki-Saint-Pétersbourg en 1870 marque le coup d'envoi de l'industrialisation massive de la ville, les usines profitant de l'énergie fournie par la puissante rivière pour développer une mono économie autour de la pâte à papier.
Autour des usines, alignées le long du fleuve, se développe une importante agglomération industrielle, pratiquement confondue avec sa voisine Kouvola (7 km de centre à centre) et non loin d'Anjalankoski. En 1921, elle devient une municipalité autonome à partir de terres prises à Iitti et à Valkeala. Elle est proclamée ville en 1973, à la suite de très importants travaux de construction de nouveaux logements. À cette époque elle est une des villes les plus prospères du pays, et le plus grand centre papetier d'Europe. C'est aussi politiquement une des cités les plus à gauche de Finlande.
Le vent tourne avec la crise des industries traditionnelles, dès les années 1980 mais qui s'accentue violemment dans les années 1990. Mais la pire année dans l'histoire de Kuusankoski aura sans conteste été 2006. En effet, l'annonce par UPM de la fermeture rapide de l'usine de papier magazine de Voikkaa a été rendue effective dès l'été 2006. Au total, les réorganisations de la filière papier coûteront à la ville près d'un millier d'emplois, un choc très dur alors que le chômage était déjà de 13 % au début 2006.
Globalement, la ville subit largement le changement qui lui est imposé et peine à trouver d'autres moteurs à son économie que l'industrie papetière, contrairement à certaines de ses rivales (Lappeenranta, Imatra, Valkeakoski...).

## Subdivisions administratives
Kuusankoski est devenu un district de Kouvola.
Les quartiers du district de de Kuusankoski sont :
- Kuusankoski (21)
- Voikkaa (22)
- Kymintehdas (23)
- Pilkanmaa (24)
- Keltti (25)

## Lieux et bâtiments de Kuusankoski
- Église de Kuusankoski
- Patinoire de Kuusankoski
- Piscine de Kuusankoski
- Parc des sports de Kuusankoski
- Lycée de Kuusankoski (fi)
- Bibliothèque de Kuusankoski (fi)
- Kuusankoskitalo

## Jumelages
- Aabybro (Danemark)
- Oppdal (Norvège)
- Lindesberg (Suède)
- Mülheim an der Ruhr (Allemagne)
- Swiecie (Pologne)
- Orosháza (Hongrie)
- Vologda (Russie)

## Personnalités
- Arvo Askola, athlète
- Kaj Chydenius, compositeur
- Sami Hyypiä, footballeur
- Lasse Johansson, sauteur à ski
- Aulis Kallakorpi, sauteur à ski
- Aki Kaurismäki, réalisateur
- Mika Kaurismäki, réalisateur
- Ari Koivunen, chanteur
- Tarja Turunen, chanteuse